# Stage Entertainment Germany

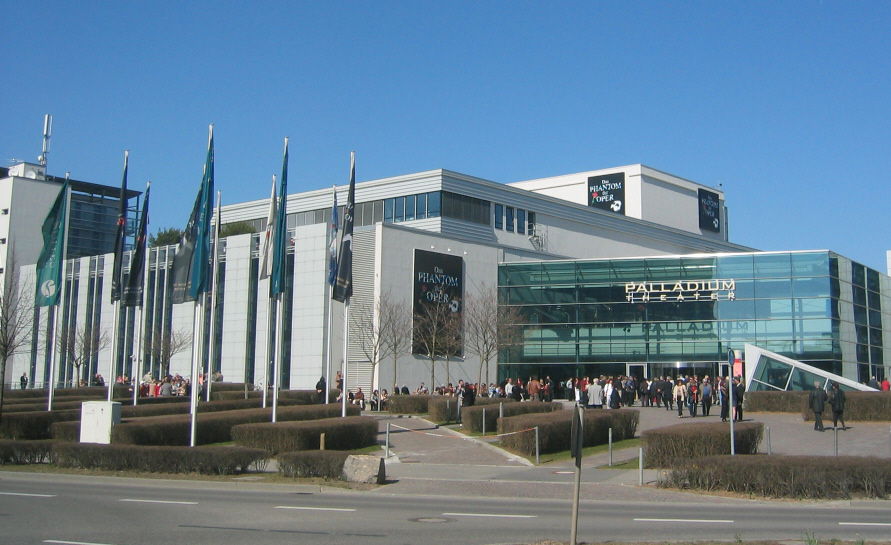
Stage Palladium Theater in Stuttgart

Die Stage Entertainment GmbH (Firma bis August 2005: Stage Holding GmbH) mit Sitz in Hamburg ist Veranstalter und Produzent mehrerer Shows und Musicals, betreibt verschiedene Theater und kooperiert auch mit anderen Unternehmen der Unterhaltungsbranche. Sie gehört zur niederländischen Stage Entertainment mit Sitz in Amsterdam.

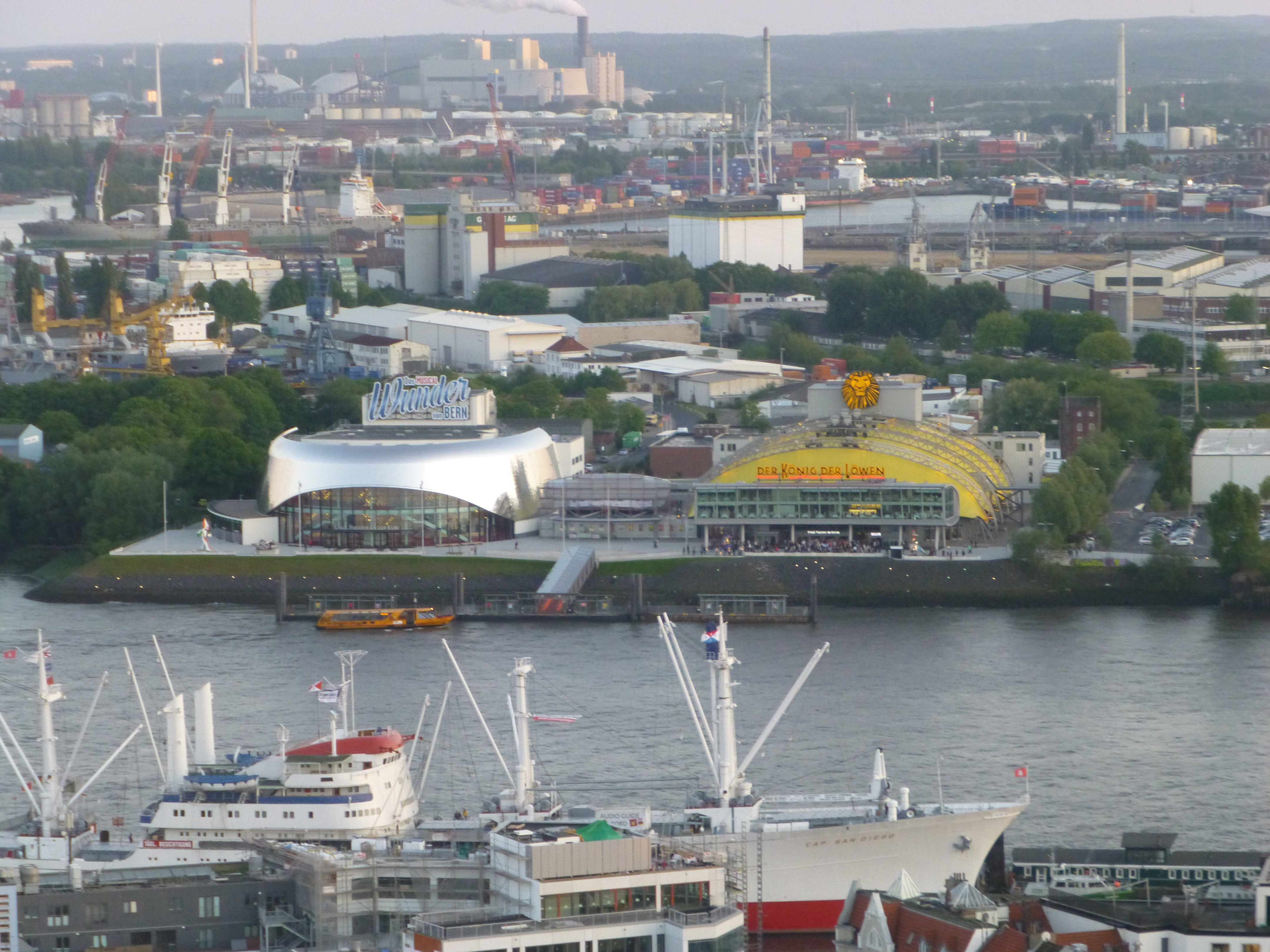
Stage Theater im Hafen (rechts) und Stage Theater an der Elbe (links) in Hamburg

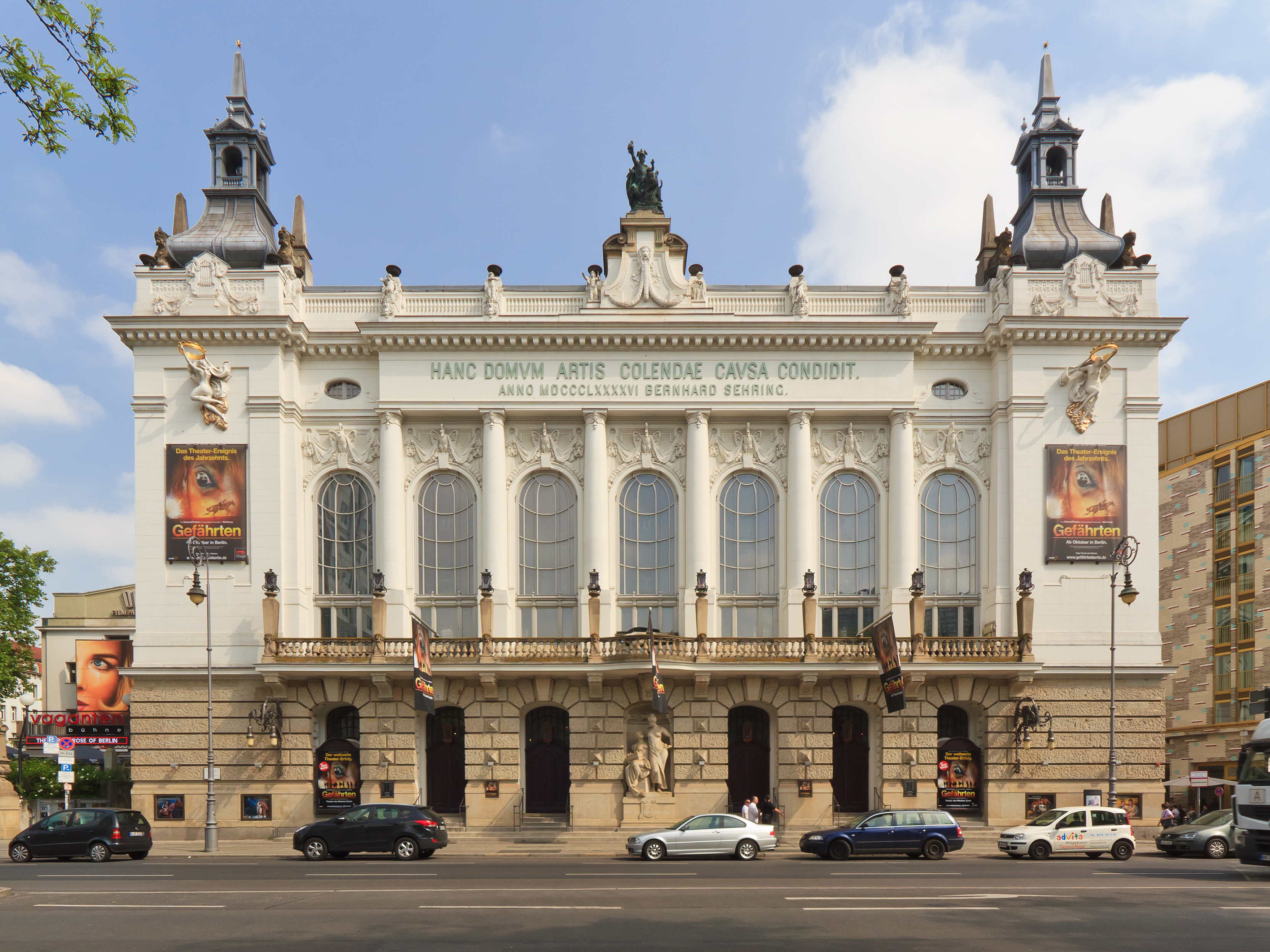
Stage Theater des Westens in Berlin

Geschäftsführer der deutschen Niederlassung sind Ursula Neuß (Vorsitzende), Just Spee, Ulf Dewald und Wolfgang Orthmayr.

## Stage Entertainment – weltweit
Die Muttergesellschaft in Amsterdam war als Live Entertainment Division ein Geschäftsbereich von Endemol und wurde im Jahr 1998 von Joop van den Ende als eigenes Unternehmen ausgelagert. Die internationale Gruppe hält die Rechte für mehrere eigene und lizenzierte Produktionen, beschäftigt 4500 Mitarbeiter und besitzt Spielstätten u. a. in den Niederlanden, in Deutschland, Spanien, Russland, Frankreich, Italien und am Broadway in New York.
Im Juni 2015 verkaufte Joop van den Ende 60 Prozent der Anteile an der Muttergesellschaft Stage Entertainment an das Luxemburger Private-Equity-Unternehmen CVC Capital Partners. Der neue Mehrheitseigner verkündete kurz darauf die Schließung des defizitären Theater am Potsdamer Platz.
Im Jahr 2018 wurde Stage Entertainment zu 100 Prozent vom US-amerikanischen Medienunternehmen Advance Publications übernommen.

## Theater
Hamburg:
- Theater im Hafen (seit 2001)
- Neue Flora (seit 2002)
- Operettenhaus (seit 2002)
- Kehrwieder Theater (seit 2005)
- Theater an der Elbe (seit 2014)

Berlin:
- Theater des Westens (seit 2003)
- BlueMax Theater (seit 2007)

Stuttgart:
- Palladium Theater (seit 2002)
- Apollo Theater (seit 2002)

### Ehemalige Theater
Das Colosseum Theater in Essen war ab August 2000 das erste eigene Theater der Stage Entertainment in Deutschland, welches Stage Entertainment Germany von der insolventen Stella AG übernommen hatte. Im März 2001 wurde mit dem Musical Elisabeth dann ein Neuanfang gefeiert. Es folgten weitere Produktionen, darunter das ABBA-Musical Mamma Mia! und Andrew Lloyd Webbers Phantom der Oper. Im Juli 2010 lief dann die letzte Vorstellung des Musicals Buddy, danach waren keine weiteren En-suite-Produktionen mehr in der ehemaligen Werkshalle in Essen zu sehen. Als Grund wurde genannt, dass außer dem Musical Elisabeth keine Produktionen in Essen ihre Investitionen eingespielt hätten. Ab August 2010 wurde das Theater von Stage daher für diverse Veranstaltungen vermietet, darunter zahlreiche Tour-Musicals und Comedy-Shows. Zeitweilig wurde das Theater auch als Veranstaltungsort für RTLs Castingshow Das Supertalent genutzt. Im Februar 2020 entschied sich Stage Entertainment Germany schließlich für den Verkauf des Colosseum Theaters an die RAG-Stiftung und den Energiekonzern E.ON zum 1. Juli 2020, die aus dem Theater ein Zentrum für Innovationen machen wollten. Als Grund für den Verkauf wurde genannt, dass man sich auf den En-suite-Spielbetrieb konzentrieren wolle und deshalb kein Interesse mehr an einem Theater mit wechselndem Spielbetrieb habe. Die Pläne der RAG-Stiftung und E.ON lagen nach der Übernahme des Theaters wegen gestiegener Umbaukosten, aufgrund der Corona-Pandemie, der Inflation und des Russland-Ukraine-Krieges für lange Zeit auf Eis. Stage Entertainment Germany untersagte dem neuen Eigentümer vertraglich die Nutzung des Theaters für Zwecke des Live-Entertainments. Daher wurde das Theater derweilen für Veranstaltungen abseits des Live-Entertainments fremdvermietet. Einzig die Proben für die 2023/2024 stattgefundene Tournee von Dirty Dancing unter Leitung des Musical-Konkurrenten ATG Entertainment fanden noch im Colosseum Theater statt. Im März 2025 wurde bekannt gegeben, dass der Umbau fortgeführt werden soll, wobei die Bühne nun doch für Kulturveranstaltungen aller Art – und damit auch für Musicals – erhalten bleiben soll. Lediglich im hinteren Bereich sollen Büroflächen entstehen.

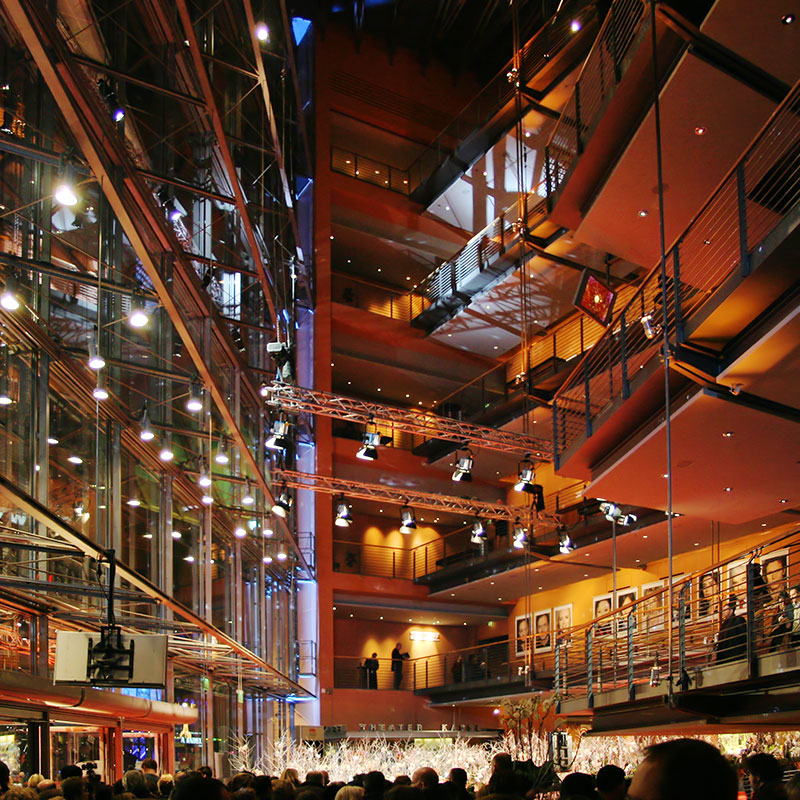
Foyer im Theater am Potsdamer Platz in Berlin während der Berlinale

Ebenfalls von der Stella AG übernommen wurde ab Juli 2002 das Theater am Potsdamer Platz in Berlin. Dort folgte im Oktober 2002 die Premiere des Musicals Cats. Der neue Mehrheitseigner von Stage Entertainment, CVC Capital Partners, verkündete im Januar 2016 das Ende des Betriebs des Theaters am Potsdamer Platz unter der Leitung von Stage Entertainment, sodass im August 2016 der letzte Vorhang für das Musical Hinterm Horizont fiel. Im Anschluss wurde das Theater von Stage Entertainment Germany dann an Live Nation verkauft. Ab Mai 2020 sollte Cirque du Soleil mit einer neuen Show neuer Mieter des Theaters werden, aufgrund der Corona-Pandemie und der Insolvenz von Cirque du Soleil wurde die Produktion jedoch abgesagt.
Im August 2005 wurde das Metronom Theater in Oberhausen von Stage Entertainment Germany übernommen, im Dezember 2005 folgte dann die Premiere von Disneys Die Schöne und das Biest. Im Oktober 2019 wurde bekannt gegeben, dass nach Ende des Musicals Tanz der Vampire im März 2020 keine weiteren Musicals mehr im Metronom Theater in Oberhausen aufgeführt werden würden. Hintergrund sei, dass einzig die Musicals Tarzan (2016–2018) und Tanz der Vampire (2008–2010 und 2019–2020) Gewinne abgeworfen hätten, man im Ruhrgebiet mit einer der dichtesten Theaterkulturen weltweit konkurriere und man sich deshalb nun auf die „starken Kernmärkte“ (Hamburg, Berlin, Stuttgart) konzentrieren wolle. Alle weiteren im Theater dargebotenen Musicals hätten weniger als die Produktionskosten eingespielt. Nach ausgiebigen Verhandlungen zwischen der Stadt Oberhausen und Stage Entertainment Germany wurde nach Käufern des Metronom Theaters gesucht. Zunächst wollte Stage Entertainment nicht an Konkurrenten aus dem Live-Entertainment verkaufen und schlug so Angebote wie beispielsweise von ATG Entertainment (vormals Mehr-BB-Entertainment bzw. Mehr!-Entertainment) aus. Im März 2024 hat schließlich Semmel Concerts Entertainment GmbH das Metronom Theater von Stage Entertainment Germany übernommen und eine Wiedereröffnung für November 2024 angekündigt. Stage untersagte dem neuen Eigentümer vertraglich, Produktionen länger als acht Wochen laufen zu lassen. Im Zeitraum von März bis November 2024 wurde das Metronom Theater aufwendig modernisiert und renoviert und wird seit dem 29. November 2024 mit einem wechselnden Spielplan diverser Musical- und Showproduktionen unter neuer Leitung betrieben.
Im Januar 2018 eröffnete das Werk 7 im Werksviertel in München mit dem Musical Fack ju Göhte seinen Spielbetrieb. Im Anschluss an die Dernière von Die fabelhafte Welt der Amélie lief der zweijährige Mietvertrag auf Wunsch von Stage Entertainment Germany im November 2019 aus. Seither wird es unter neuer Leitung für diverse Live-Veranstaltungen, darunter Comedy-Shows und Konzerte, vermietet.

## Musicals
Veranstaltungen der Stage Entertainment Germany GmbH:
| Produktion                               | Zeitraum                              | Ort        | Art                                  |
| ---------------------------------------- | ------------------------------------- | ---------- | ------------------------------------ |
| & Julia                                  | seit 2024                             | Hamburg    | –                                    |
| 42nd Street                              | 2003–2004                             | Stuttgart  | –                                    |
| Aida                                     | 2003–2005                             | Essen      | –                                    |
| Aida                                     | 2006                                  | Berlin     | –                                    |
| Aladdin                                  | 2015–2019                             | Hamburg    | Disney-Produktion                    |
| Aladdin                                  | 2019–2023                             | Stuttgart  | Disney-Produktion                    |
| Anastasia                                | 2018–2019                             | Stuttgart  | Eigenproduktion (Stage USA)          |
| Bat Out of Hell                          | 2018–2019                             | Oberhausen | –                                    |
| Bodyguard                                | 2017–2018                             | Stuttgart  | –                                    |
| Buddy – Das Buddy Holly Musical          | 1994–2001                             | Hamburg    | –                                    |
| Buddy – Das Buddy Holly Musical          | 2009–2010                             | Essen      | –                                    |
| Cats                                     | 2002–2004                             | Berlin     | RUG-Produktion (Really Useful Group) |
| Chicago                                  | 2014–2015                             | Stuttgart  | –                                    |
| Chicago                                  | 2015–2016                             | Berlin     | –                                    |
| Cirque Du Soleil – Paramour              | 2019–2020                             | Hamburg    | –                                    |
| Das Phantom der Oper                     | 2002–2004                             | Stuttgart  | RUG-Produktion                       |
| Das Phantom der Oper                     | 2005–2007                             | Essen      | RUG-Produktion                       |
| Das Phantom der Oper                     | 2013–2015                             | Hamburg    | RUG-Produktion                       |
| Das Phantom der Oper                     | 2015–2016                             | Oberhausen | RUG-Produktion                       |
| Das Wunder von Bern                      | 2014–2017                             | Hamburg    | Eigenproduktion                      |
| Der Glöckner von Notre Dame              | 2017                                  | Berlin     | Disney-Produktion                    |
| Der Glöckner von Notre Dame              | 2017–2018                             | München    | Disney-Produktion                    |
| Der Glöckner von Notre Dame              | 2018–2019                             | Stuttgart  | Disney-Produktion                    |
| Der König der Löwen – Das Musical        | seit 2001                             | Hamburg    | Disney-Produktion                    |
| Der Schuh des Manitu                     | 2008–2010                             | Berlin     | Eigenproduktion                      |
| Die Amme – Haube richten, weiter geht's! | 2024                                  | Berlin     | Eigenproduktion                      |
| Die Amme – Das Musical                   | seit 2025                             | Berlin     | Eigenproduktion                      |
| Die drei Musketiere                      | 2005–2006                             | Berlin     | Eigenproduktion (Stage NL)           |
| Die drei Musketiere                      | 2006–2008                             | Stuttgart  | Eigenproduktion (Stage NL)           |
| Die Eiskönigin – Das Musical             | 2021–2024                             | Hamburg    | Disney-Produktion                    |
| Die Eiskönigin – Das Musical             | seit 2024                             | Stuttgart  | Disney-Produktion                    |
| Die fabelhafte Welt der Amélie           | 2019                                  | München    | –                                    |
| Die Schöne und das Biest                 | 2005–2007                             | Oberhausen | Disney-Produktion                    |
| Die Schöne und das Biest                 | 2007                                  | Berlin     | Disney-Produktion                    |
| Die Weihnachtsbäckerei – Das Musical     | 2023                                  | Tournee    | –                                    |
| Dirty Dancing                            | 2006–2008                             | Hamburg    | –                                    |
| Dirty Dancing                            | 2009–2010                             | Berlin     | –                                    |
| Dirty Dancing                            | 2011–2012                             | Oberhausen | –                                    |
| Elisabeth                                | 2001–2003                             | Essen      | VBW-Produktion                       |
| Elisabeth                                | 2005–2006                             | Stuttgart  | VBW-Produktion                       |
| Elisabeth                                | 2008                                  | Berlin     | VBW-Produktion                       |
| Fack ju Göhte – Das Musical              | 2018                                  | München    | Eigenproduktion                      |
| Ghost – Das Musical                      | 2017–2018                             | Berlin     | –                                    |
| Ghost – Das Musical                      | 2018–2019                             | Hamburg    | –                                    |
| Ghost – Das Musical                      | 2019–2020                             | Stuttgart  | –                                    |
| Hamilton                                 | 2022–2023                             | Hamburg    | –                                    |
| Hercules                                 | seit 2024                             | Hamburg    | Disney-Produktion                    |
| Hinterm Horizont                         | 2011–2016                             | Berlin     | Eigenproduktion                      |
| Hinterm Horizont                         | 2016–2017                             | Hamburg    | Eigenproduktion                      |
| Ich war noch niemals in New York         | 2007–2010, 2017                       | Hamburg    | Eigenproduktion                      |
| Ich war noch niemals in New York         | 2010–2012                             | Stuttgart  | Eigenproduktion                      |
| Ich war noch niemals in New York         | 2012–2013                             | Oberhausen | Eigenproduktion                      |
| Ich war noch niemals in New York         | 2015, 2016                            | Berlin     | Eigenproduktion                      |
| Ich will Spaß                            | 2008–2009                             | Essen      | Eigenproduktion                      |
| Kinky Boots                              | 2017–2018                             | Hamburg    | –                                    |
| Ku’damm 56 – Das Musical                 | 2021–2023                             | Berlin     | Eigenproduktion                      |
| Ku’damm 56 – Das Musical                 | 2023–2024                             | Tournee    | Eigenproduktion                      |
| Ku’damm 59 – Das Musical                 | 2024–2025                             | Berlin     | Eigenproduktion                      |
| Les Misérables                           | 2003–2004                             | Berlin     | –                                    |
| Liebe stirbt nie                         | 2015–2016                             | Hamburg    | RUG-Produktion                       |
| Mamma Mia!                               | 2002–2007, 2022–2024                  | Hamburg    | –                                    |
| Mamma Mia!                               | 2004–2007, 2013–2014                  | Stuttgart  | –                                    |
| Mamma Mia!                               | 2007–2008                             | Essen      | –                                    |
| Mamma Mia!                               | 2007–2009, 2014–2015, 2019–2020       | Berlin     | –                                    |
| Mamma Mia!                               | 2015                                  | Oberhausen | –                                    |
| Mary Poppins                             | 2016–2018                             | Stuttgart  | Disney-Produktion                    |
| Mary Poppins                             | 2018–2019                             | Hamburg    | Disney-Produktion                    |
| MJ – Das Michael Jackson Musical         | seit 2024                             | Hamburg    | –                                    |
| Pretty Woman                             | 2019–2020                             | Hamburg    | –                                    |
| Rebecca                                  | 2011–2013                             | Stuttgart  | VBW-Produktion                       |
| Rocky                                    | 2012–2015                             | Hamburg    | Eigenproduktion                      |
| Rocky                                    | 2015–2017                             | Stuttgart  | Eigenproduktion                      |
| Romeo & Julia – Liebe ist alles          | 2023–2024                             | Berlin     | Eigenproduktion                      |
| Sister Act                               | 2010–2012                             | Hamburg    | Eigenproduktion (Stage GB)           |
| Sister Act                               | 2012–2013                             | Stuttgart  | Eigenproduktion (Stage GB)           |
| Sister Act                               | 2013–2015                             | Oberhausen | Eigenproduktion (Stage GB)           |
| Sister Act                               | 2016–2017                             | Berlin     | Eigenproduktion (Stage GB)           |
| Tanz der Vampire                         | 2003–2006, 2017–2018, 2023–2024       | Hamburg    | VBW-Produktion                       |
| Tanz der Vampire                         | 2006–2008, 2011–2013, 2016, 2018–2019 | Berlin     | VBW-Produktion                       |
| Tanz der Vampire                         | 2008–2010, 2019–2020                  | Oberhausen | VBW-Produktion                       |
| Tanz der Vampire                         | 2010–2011, 2017, 2021–2023            | Stuttgart  | VBW-Produktion                       |
| Tarzan                                   | 2008–2013                             | Hamburg    | Disney-Produktion                    |
| Tarzan                                   | 2013–2016, 2023–2025                  | Stuttgart  | Disney-Produktion                    |
| Tarzan                                   | 2016–2018                             | Oberhausen | Disney-Produktion                    |
| The Band                                 | 2019                                  | Berlin     | –                                    |
| Tina – Das Tina Turner Musical           | 2019–2022                             | Hamburg    | Eigenproduktion (Stage GB)           |
| Tina – Das Tina Turner Musical           | 2023–2024                             | Stuttgart  | Eigenproduktion (Stage GB)           |
| Titanic                                  | 2002–2003                             | Hamburg    | Eigenproduktion (Stage USA)          |
| We Will Rock You                         | 2008–2010                             | Stuttgart  | Eigenproduktion (Stage USA)          |
| We Will Rock You                         | 2010–2011                             | Berlin     | Eigenproduktion (Stage USA)          |
| Wicked – Die Hexen von Oz                | 2007–2010                             | Stuttgart  | – (Neuinszenierung 2021)             |
| Wicked – Die Hexen von Oz                | 2010–2011                             | Oberhausen | – (Neuinszenierung 2021)             |
| Wicked – Die Hexen von Oz                | 2021–2022                             | Hamburg    | – (Neuinszenierung 2021)             |

| Produktion     | Zeitraum  | Ort        |
| -------------- | --------- | ---------- |
| Blue Man Group | 2004–2007 | Berlin     |
| Blue Man Group | 2007–2008 | Oberhausen |
| Blue Man Group | 2008      | Stuttgart  |
| Gefährten      | 2013–2014 | Berlin     |
| Holiday on Ice | 1999–2016 | Tournee    |

In Europa steht das Unternehmen im Wettbewerb mit der Really Useful Group RUG (Rechteinhaber aller Musicals von Andrew Lloyd Webber, Besitzer mehrerer Theater in Großbritannien und eines eigenen Ticketing-Unternehmens), der Cameron-Mackintosh-Gruppe (unter anderem Rechteinhaber von Miss Saigon, Les Miserables und Besitzer von Theatern in Großbritannien) sowie dem Unternehmen Live Nation, dem weltweit größten Anbieter von Rock-Pop-, Sport- und Familienunterhaltung mit Sitz in den USA.

## Geschäftsführer
- 2000–2005: Maik Klokow
- 2005–2007: Jan-Pelgrom de Haas
- 2007–2008: Maik Klokow[18]
- 2008–2013: Johannes Mock-O’Hara
- seit 2013: Ursula Neuß[3]

## Kooperationen
Zum 1. Juni 2005 hat das Unternehmen den Ticket-Systembetreiber „Ticket Online Software GmbH“ (bis 2007: Berlin, jetzt: Hamburg) übernommen. Ticket Online betreibt ein Buchungssystem für Eintrittskarten, das von mehreren tausend Vorverkaufsstellen bundesweit genutzt wird. Zum 31. Januar 2008 hat die Stage Entertainment Ticketing International den britischen Ticketanbieter SEE Ticket übernommen, der zuvor im Eigentum der Really Useful Group (Andrew Lloyd Webber) war. Damit waren alle Stage-Ticketingaktivitäten unter einem Dach vereint.
SEE Ticket / Ticket Online wiederum wurde 2010 durch die CTS Eventim AG übernommen, die gleichzeitig einen zwölfjährigen Exklusivvertrag über Ticketing mit Stage Entertainment vereinbarte. Damit werden Stage Entertainment Tickets bis 2022 exklusiv durch die CTS Eventim AG und ihre Tochterunternehmen vertrieben.
Im Jahr 2005 hat die Stage Entertainment zusammen mit dem niederländischen Dance-Event-Veranstalter ID&T die ID&T Germany gegründet. Erste Produktion mit rund 15.000 Besuchern war im Juli 2005 die Sensation White in der Veltins-Arena Gelsenkirchen, die eine Adaption der gleichnamigen, sehr erfolgreichen ID&T-Veranstaltung in Amsterdam darstellt.
Mit der Top Ticket Line GmbH, gegründet im Dezember 2001 in Hamburg, betreibt die Stage Entertainment ein eigenes Call-Center für den Ticket-Verkauf. Das Call-Center wurde aus Kostengründen im Jahr 2004 von Hamburg nach Parchim (nahe Schwerin) ausgelagert.
Auch Holiday on Ice gehört zu Stage Entertainment. Die Shows Elements und Mystery gastierten zwischen November 2007 und März 2008 in 21 deutschen Städten.
Mit der Gründung der Joop van den Ende Academy im Jahr 2003 hatte Stage Entertainment eine Ausbildungsstätte für jährlich 10 Nachwuchsdarsteller geschaffen, welche seit 2011 durch ein Vollstipendium unterstützt wurden. Zum Ende des Schuljahres 2017 stellte die Joop van den Ende Academy den Betrieb ein.
Im April 2014 trat Stage Entertainment über die vier Tochtergesellschaften Theater am Potsdamer Platz Produktionsgesellschaft mbH, Theater des Westens Produktionsgesellschaft mbH, Theater in Hafen Produktionsgesellschaft mbH und Musical Betriebsgesellschaft Operettenhaus GmbH als Fördermitglied dem Branchenverband Deutschen Musical Akademie e. V. bei.
Stage Entertainment beschäftigt bei allen Musical-Theatern Servicekräfte auf Minijob-Basis über den Dienstleister OnStage & Sports Service GmbH. Die Mitarbeiter werden am Einlass, den Garderoben und an den Bars eingesetzt.

## Mitarbeiter
Das Unternehmen zählte 2016 über 1650 Mitarbeiter; die meisten in den ausgelagerten Betriebsgesellschaften der einzelnen Häuser.
Durch Umstrukturierungen der Geschäftsbereiche fielen Arbeitsplätze weg. Zuletzt wurde das Theater am Potsdamer Platz in Berlin aufgrund eines defizitären Spielbetriebs im Jahr 2016 geschlossen. Zudem wurde die Musicalschule Joop van den Ende Academy in der Hamburger HafenCity 2017 geschlossen.
Die Mitarbeiter werden durch Betriebsräte in den jeweiligen Theatern und Dachgesellschaften vertreten. Zudem existiert bei Stage Entertainment Germany ein Konzernbetriebsrat.